# Loi d'amnistie
Une loi d'amnistie est une loi offrant, de manière rétroactive, l'amnistie à un groupe de personnes, généralement des militaires, paramilitaires ou chefs de faction, les exemptant de toute poursuite judiciaire quant aux crimes qu'ils ont commis. Il s'agit souvent de crimes de guerre ou de crimes contre l'humanité.

## Mise en œuvre
L'histoire des États est bien souvent ponctuée de révolutions, de coups d’État ou de guerres civiles. Après de tels troubles, le régime finalement en place peut faire le choix, ou y être contraint, de restaurer tout ou partie d'un régime démocratique. Il doit aussi faire face à la légitimation des actions de contre-insurrection, s'il s'agit du pouvoir en place avant la période de troubles. Dans un contexte où surgissent généralement, de tous bords, des accusations de crimes de guerre ou de crimes contre l'humanité, il peut alors être tentant d'éviter les aléas que peuvent comprendre les passages devant les tribunaux. Dès lors, le gouvernement en place peut choisir d'absoudre toutes les parties (ou seulement les membres de sa partie) de ces crimes, au travers d'une loi d'amnistie.
Lorsque la période trouble aboutit à une alternance politique, le nouveau pouvoir en place peut également être face à un même choix. Quels sont les avantages et les inconvénients d'un jugement de l'ancien pouvoir en place ? N'y a-t-il pas là un risque de voir le conflit reprendre ? La loi d'amnistie peut alors aussi être une solution à la situation.

## Histoire
La première loi d'amnistie, celle de Thrasybule, remonte à l'an 405 av. J.-C. lors de la guerre du Péloponnèse. Il s'agit alors d'un « oubli volontaire », origine étymologique du terme « amnistie ».
En Bulgarie, la loi d'amnistie du 5 janvier 1932 décidée par le gouvernement de Nikola Mushanov.